# Mößbauerspektroskopie
Die Mößbauerspektroskopie ist ein zerstörungsfreies, physikalisches Fein-Analyseverfahren, das beispielsweise in der Biochemie, Festkörperphysik und Geologie eingesetzt wird.

## Beschreibung

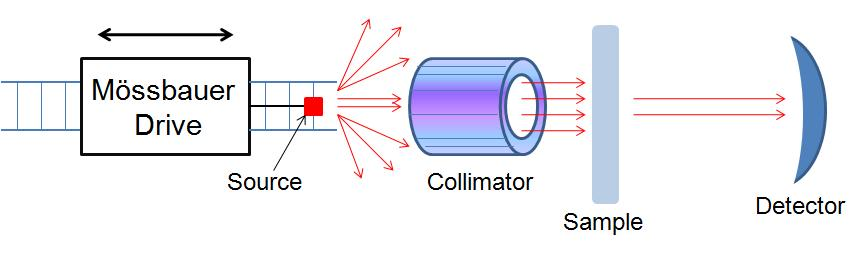
Schema eines Mößbauer-Spektrometers;
v. l. n. r.: Mößbauer-Antrieb, Gammastrahlen-Quelle, Kollimator, Materialprobe, Detektor

Bei der Mößbauerspektroskopie macht man sich neben dem Mößbauer-Effekt den Doppler-Effekt zunutze. Eine hyperfeine Modulation eines Gammastrahlers wird erzeugt, indem man ihn während der Messung mechanisch bewegt. So lassen sich in einem Hyperfeinspektrum Gammaquanten mit verschiedenen Energien erzeugen.
Wenn mit einer entsprechend modulierten Gammastrahlung die Probe eines Materials, deren Atomkerne Gammaquanten absorbieren können, durchleuchtet wird, lässt sich mittels entsprechender Detektoren und computergestützter Auswertung ein materialtypisches hochauflösendes Transmissionsspektrum aufnehmen.
Dies ermöglicht qualitative und quantitative Aussagen über die in der Probe enthaltenen Elemente. Über die hochaufgelöste Hyperfeinstruktur, welche aus Elektron-Kern-Wechselwirkungen resultiert, kann man nicht nur Aussagen über die Kerne selbst, sondern auch über Eigenschaften ihrer elektronischen Umgebung treffen, wie z. B. Oxidationszustand, Spinzustände, magnetisches Verhalten, Elektronegativität von Liganden und weitere Eigenschaften der chemischen Bindungen wie Grad der Kovalenz.

## Anwendung

Mößbauerspektrum von ^{57}Fe

Hauptanwendungsgebiet der Mößbauer-Spektroskopie ist die Unterscheidung von zweiwertigem und dreiwertigem Eisen. Außerdem kann man damit die Elemente Zinn, Antimon und Tellur nachweisen. In den 1980er Jahren wurden tragbare Mößbauer-Spektrometer zur Exploration der Zinnlagerstätten des Erzgebirges eingesetzt.
Miniaturisierte Mößbauer-Spektrometer, als „MIMOS II“ an der Universität Mainz entwickelt und gebaut, sind in den NASA-Marssonden der Missionen Spirit und Opportunity im Einsatz und analysieren das Marsgestein. Diese fanden neben klaren Beweisen für Wasser auch Hinweise auf eine Phase der Marsgeschichte, in der sehr viel mehr Sauerstoff in der Atmosphäre vorhanden war als heute.
Ein weiteres, nur faustgroßes Exemplar, sollte mit der russischen Sonde 'Phobos-Grunt' 2013 auf dem Marsmond Phobos landen. Nachdem die Sonde in einer Parkbahn gestrandet war, trat sie am 15. Januar 2012 in die Erdatmosphäre ein und verglühte über dem Ostpazifik.